# Ottilie Pohl
Ottilie Pohl (geborene Levit; * 14. November 1867 in Schönwalde; † Dezember 1943 im KZ Theresienstadt) war eine deutsche Politikerin und Widerstandskämpferin gegen den Nationalsozialismus. Sie war Berliner Stadtverordnete der Unabhängigen Sozialdemokratischen Partei Deutschlands (USPD) im Wahlbezirk Tiergarten und später Mitglied in der KPD.

## Leben

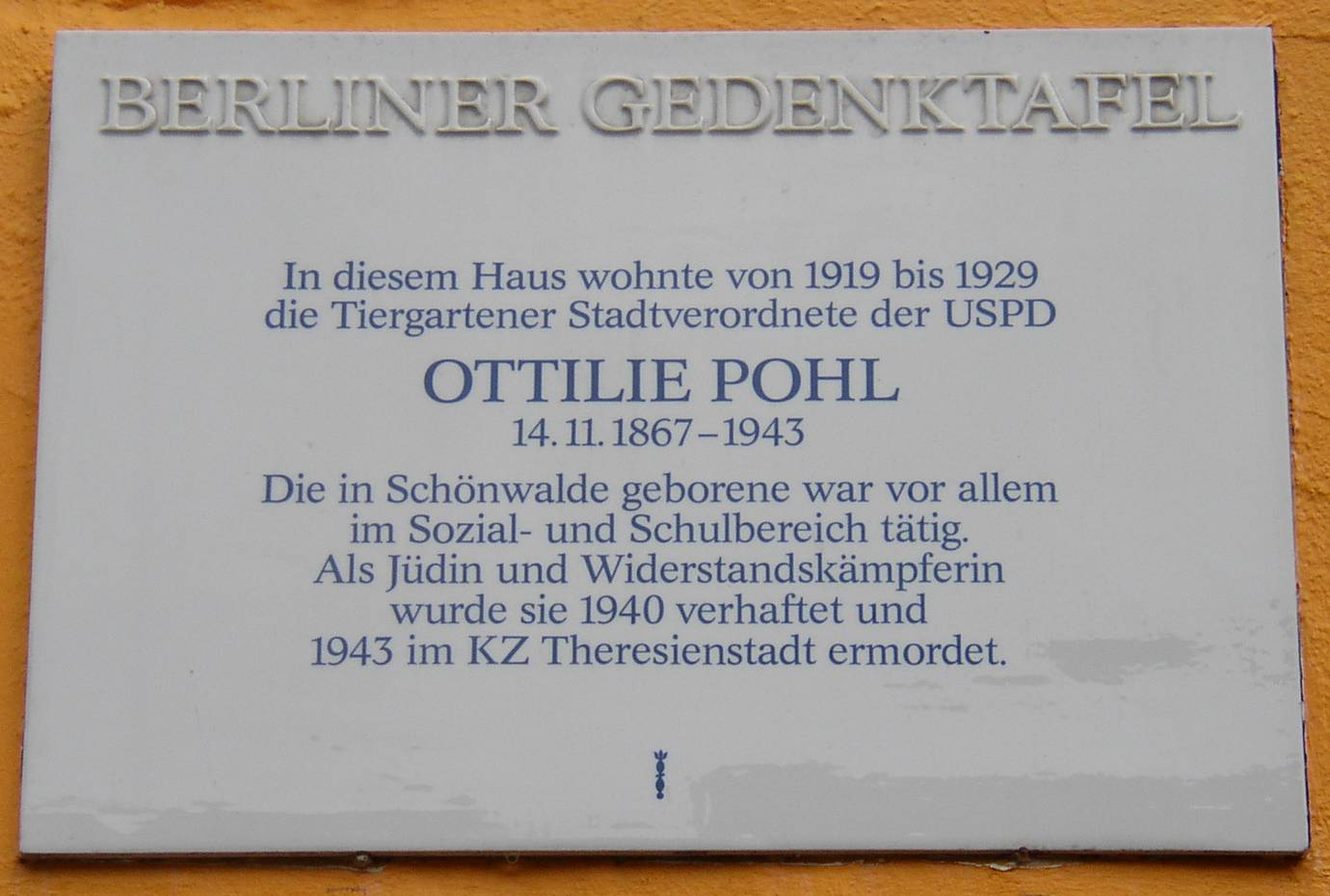
Berliner Gedenktafel in Berlin-Moabit (Beusselstr. 43)

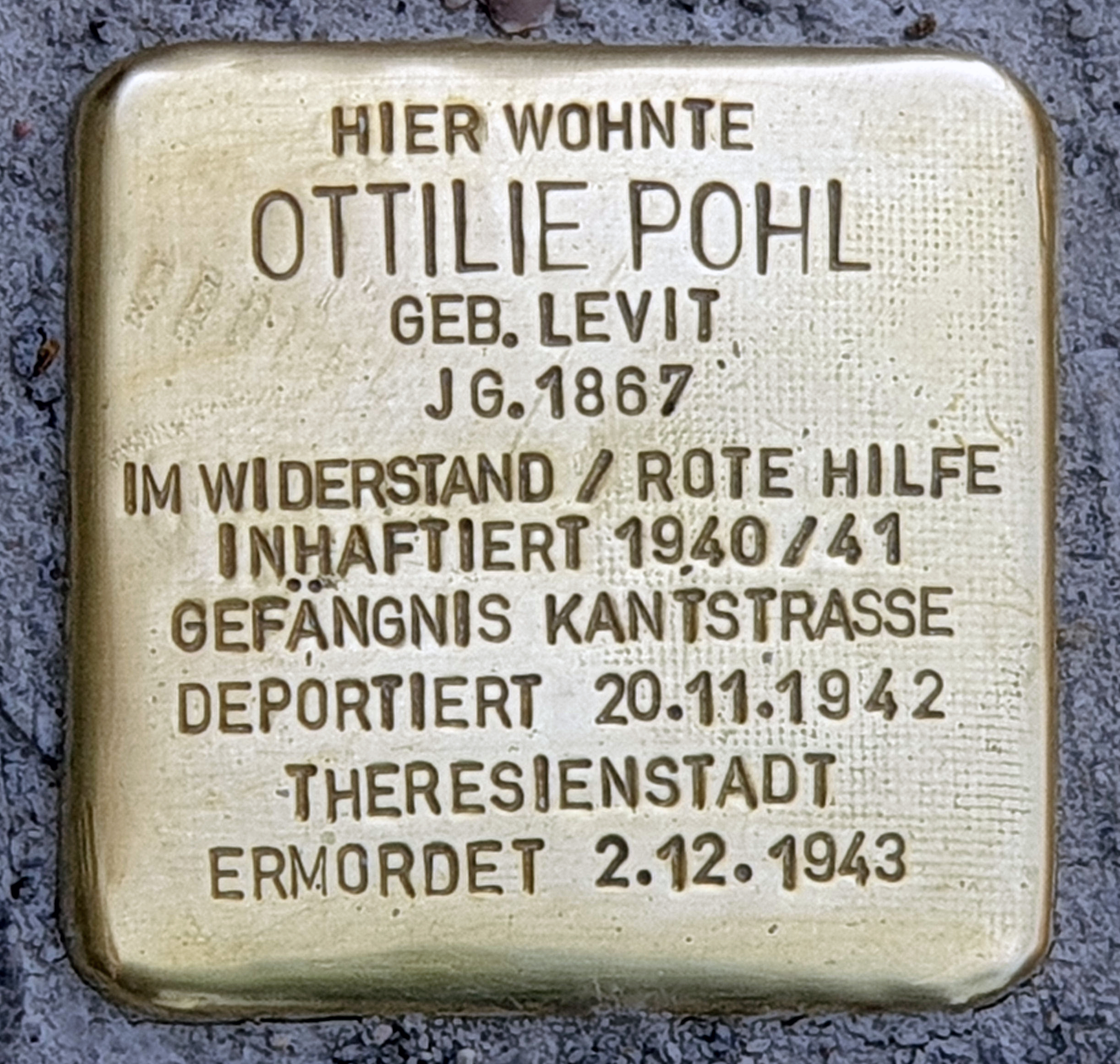
Stolperstein am Haus, Beusselstraße 43, in Berlin-Moabit

Ottilie Pohl hieß mit ihrem jüdischen Vornamen „Taube“, und mit Taube Pohl hat sie auch Dokumente unterschrieben, z. B. ihre Heiratsurkunde. Unter diesem Namen ist sie auch in Familien- und Ahnenforschungs-Plattformen zu finden.
Sie erlernte den Beruf der Putz- und Federmacherin (Hutmacherin), arbeitete jedoch bis 1924 als Bürogehilfin. In den 1930er Jahren eröffnete sie ein Hutgeschäft, welches sie bis zu ihrer Rente 1932 führte. Danach half sie dem jüdischen Kinderarzt Dr. Joseph bis 1943 als Arzthelferin.
Sie war das zweitälteste von insgesamt 7 Kindern (drei Mädchen) der Eheleute Moritz (Meier) Levit (1843–1892), ein jüdischer Handelsmann aus dem ostpreußischen Sensburg, und Friederike (Riekel) geb. Zirker (1839–1885) aus Schönwalde bei Luckau/Niederlausitz. Die Mutter starb 1885, und der Vater zog mit den Kindern nach Berlin – die Familie wohnte ausschließlich im Nordosten der Stadt (Moabit, Scheunenviertel) mit seinen vielen Mietskasernen, ab 1915 in der Beusselstrasse 43. Von Ottilies sechs Geschwistern ist das Schicksal der meisten unklar: Cäcilie (* 1866) heiratete 1897 und starb 1906 in Berlin; Hajom (genannt Hugo) (* 1872) heiratete 1905, sein weiteres Leben ist (noch) unbekannt; Max (Menachim) (* 1873) wurde wie seine Schwester Taube/Ottilie in Theresienstadt (oder Treblinka) ermordet; Hedwig (* 1875) starb 1939 in Lauben (?); und Georg (* 1876) heiratete 1903 in Berlin, wo er 1943 verstarb.
Als der Vater 1892 starb, heiratete Ottilie 1893 den Kutscher und späteren Fabrikarbeiter Wilhelm Hermann Pohl (1867–1915) – sie hatten drei Kinder (Gertrud: 1895–1946; Hans: * 1897, verstarb mit 8 Monaten; Fritz: 1900–1978). Gertrud heiratete 1915, wurde aber 1931 wieder geschieden und zog nach Varel, Kreis Oldenburg – sie hatte keine Kinder. Fritz heiratete 1930 und blieb mit seiner Frau in Berlin – aus dieser Ehe gibt es ein Kind.
Schon früh engagierte sich Ottilie Pohl in einem Arbeiterbildungsverein für Mädchen und Frauen. Nach dem Fall des bismarckschen Sozialistengesetzes (1890) trat sie der Sozialdemokratischen Partei Deutschlands (SPD) bei, als deren Beauftragte sie in Moabit wirkte. Später wurde Ottilie Pohl Mitglied der Kommunistischen Partei Deutschlands (KPD).
Die Kommunalpolitikerin war erklärte Kriegsgegnerin, gemeinsam mit ihrem Sohn verbreitete sie die „Spartakusbriefe“ und andere Blätter der Spartakusgruppe. Während des Ersten Weltkrieges trat sie 1917 der USPD bei und wurde 1920 als Abgeordnete ihrer Partei in die Stadtverordnetenversammlung gewählt. Sie arbeitete in verschiedenen Ausschüssen wie etwa der Armen- und Schulkommission mit. Während des BVG-Streikes (1932) half sie in der Solidaritätsküche, die Streikenden zu verpflegen.
Nach dem Machtwechsel 1933 engagierte sich Ottilie Pohl aktiv als Widerstandskämpferin gegen das Nazi-Regime und arbeitete unter anderem in der „Roten Hilfe Deutschland“. Hier organisierte sie mit anderen Frauen die Betreuung von Kindern, bei denen ein Elternteil verhaftet worden war, oder sammelte Geld für Angehörige Inhaftierter oder Untergetauchter. Dabei arbeitete sie besonders eng mit Rosa Lindemann zusammen, sie organisierten Kaffeekränzchen, in denen der politische Widerstand in Berlin-Moabit organisiert wurde.
1940 wurde Ottilie Pohl zu acht Monaten Gefängnis verurteilt, weil sie dem KPD-Instrukteur Rudolf Hallmeyer eine Unterkunft bei Bekannten vermittelt hatte. Nach ihrer Entlassung aus dem Berliner Frauengefängnis Kantstraße Ende 1941 setzte sie ihre illegale Arbeit jedoch fort.
Im November 1942 wurde sie schließlich – folgt man den meisten Quellen – aufgrund ihrer jüdischen Herkunft nach Theresienstadt deportiert. Dort starb die 76-jährige im Dezember 1943.

## Ehrungen
Von 1989 bis etwa 2017 erinnerte eine Gedenktafel in der Beusselstraße (Berlin-Moabit) an Ottilie Pohl. Die Ludendorffstraße in Berlin-Tiergarten wurde in Pohlstraße umbenannt.

Am 10. Mai 2025 wurde vor ihrem ehemaligen Wohnort, Berlin-Moabit, Beusselstraße 43, ein Stolperstein verlegt.